# Jacques Dollat
Jacques Dollat, né le 18 juillet 1882 à Troyes (Aube) et mort le 9 mars 1959 à Troyes, est un homme politique français.

## Biographie
Docteur en droit, il est avocat à Troyes en 1908. Il siège au conseil de l'ordre pendant 39 ans, devant bâtonnier à quatre reprises, en 1921, 1929, 1935 et 1947.
Il est député de l'Aube de 1928 à 1932, inscrit au groupe radical-socialiste.

## Sources
- Ressource relative à la vie publique :   - Base Sycomore